# Särkijärvi (sjö i Kuhmo, Kajanaland, 64,13 N, 29,89 Ö)
Särkijärvi är en sjö i kommunen Kuhmo i landskapet Kajanaland i Finland. Sjön ligger 190,1 meter över havet. Den är 8,2 meter djup. Arean är 1,5 kvadratkilometer och strandlinjen är 8,55 kilometer lång. Sjön  ingår i Uleälvens huvudavrinningsområde.   Den ligger omkring 100 kilometer öster om Kajana och omkring 510 kilometer nordöst om Helsingfors. 
I sjön finns ön Retkisaari. Norr om Särkijärvi ligger Luulajanjärvi. 